# Nodozana xanthomela
Nodozana xanthomela là một loài bướm đêm thuộc phân họ Arctiinae, họ Erebidae.